# José María Mellado Martínez
José María Mellado Martínez (Almería, 1966) es un fotógrafo y escritor español. Vive y trabaja en Madrid. Fue presidente de la Real Sociedad Fotográfica durante cinco años y es autor del libro "Fotografía de Alta Calidad". Las líneas de investigación y trabajo que inició Mellado en el año 2000 se encuentran ya plenamente desarrolladas y confluyen en un mismo estilo característico y definitorio de su obra, la cual se caracteriza por el hiperrealismo, el tratamiento particular de la luz y los paisajes sublimes donde el silencio o la temporalidad reflejan el paso de la huella humana.

## Biografía
Se dedica profesionalmente a la fotografía desde la década de los 90, comenzando su trabajo en la fotografía analógica en blanco y negro. Si bien es  conocido por sus paisajes de estilo personal y por el desarrollo de la técnica fotográfica, su mayor éxito y reconocimiento en España le viene gracias a sus libros sobre tratamiento digital. Constituye un referente dentro de España en materia fotográfica y didáctica y es conocido por sus investigaciones en el revelado de archivos digitales.
Su fotografía se caracteriza por los contrastes agudos y por su proximidad estética a la pintura hiperrealista. Es conocido por sus paisajes donde contrasta el poder la naturaleza con la huella humana y por su fotografía urbana, sus instantánea de espacios industriales y la pasticidad de sus desnudos.
En el año 2000 fundó el laboratorio Yelow Imagen, donde ha realizado el trabajo de edición y retoque de la obra de otros relevantes fotógrafos como Ouka Leele o Isabel Muñoz. Dicha labor la ha combinado con su trabajo investigativo, profesional y académico, estableciendo un estilo en el retoque y la concepción de imágenes. Ha publicado más de una decena de libros artísticos y de técnicas, algunos de los cuales figuran entre los libros más consultados de fotografía en lengua castellana.
Actualmente es miembro del colectivo fotográfico Jíbaro Photos, socio de honor del Grupo Indalo Foto y embajador de la plataforma de promoción fotográfica 100ASA.

## Trayectoria artística
Sus primeras obras las realizó en la década de los años 90 con la técnica analógica. Hacia finales de esta década incursiona y muda su práctica futura a la técnica del digital, la cual investiga y dentro de la que desarrolla diferentes técnicas que comparte en su publicación Fotografía de Alta Calidad, en el año 2005, donde compartía su sistema para realizar la transición del analógico al digital. Dentro de esta indagación sobre las posibilidades que ofrecía la fotografía digital, comienza a elaborar un método de trabajo que traducía el conocimiento previo de la fotografía química a las herramientas digitales.
Desde el año 1996 comenzó a exponer su obra en diferentes galerías e instituciones españolas, en exposiciones individuales y colectivas. Su primera exposición tiene lugar en ese año en la Agrupación Fotográfica de Guadalajara bajo el título "Metrópolis". Durante estos años expuso en instituciones como la Real Sociedad Fotográfica o el Ateneo de Madrid. A partir de este momento su obra es reconocida en diferentes certámenes a través de menciones de honor o premios.
Participó en el año 2002 en la XXI edición de la feria de arte contemporáneo ARCO (Madrid), y posteriormente se presenta en ferias como FLECHA, Arte Santander, Art Salamanca, Arte Lisboa y Estampa. En el año 2005 realizó su primera exposición con la galería Tomás March, bajo el título "Nóxido". A partir de este momento, participa, representado por dicha y otras galerías en diferentes ediciones de ferias como Art Basel (2006), Foro Sur, Art Valencia, y las anteriormente mencionadas. Posteriormente pasa a ser representado por galerías lationamericanas y norteamericanas, además de europeas, ampliando su presencia en eventos como ferias y bienales a lo largo de casi todo el globo. Ha sido galardonado con diferentes premios y sus obras han pasado a ocupar diversas colecciones de arte dentro y fuera de España.
Su trabajo artístico, hasta el momento, se encuentra recogido en varios proyectos materializados en libros y exposiciones itinerantes por Europa y América: “El Silencio y la Luz”   En el año 2008 realiza dos proyectos: “Paisaje. El Eterno Retorno”  e “Islandia” donde el paisaje vuelve a ocupar el centro de su creación. Durante la década de los 2000 viaja a América Latina y realiza diferentes series fotográficas en distintos países, entre los cuales se encuentra Cuba. Con motivo de las fotografñias realizadas en la Isla expone, para el año 2012 en Casa de América, Madrid, la muestra "La tierra más hermosa. Cuba". Este mismo año presenta  “From Heaven to Earth”, en el cual recoge 100 imágenes: 30 de sus obras más conocidas y 70 de sus últimos trabajos en el momento, la mayoría inéditos hacia la fecha. En el 2013 participa en la Bienal del Sur, en Panamá y durante el año 2014 tiene una marcada presencia en Alemania, con su participación en las ferias de arte contemporáneo Art Cologne y Art Karlsruhe, representado por la Galería Boisserée. Al año siguiente participa en Lima Foto con la galería Enlace Arte Contemporáneo que lo presenta junto a Pablo Genovés, Ángel Marcos y Jorge Miño.

Dos años más tarde, surgió “CLOSER”, libro que se compone de otro grupo de nuevas fotografías con una visión más íntima del paisaje. De dicho libro surgió una exposición itinerante que transitó por el Centro Andaluz de la Fotografía en Almería (2015), el Museo de Cádiz (2016), el Centro Cultural Caja Granada (2016), Museo Barjola de Gijón (2017), la Casa de la Provincia de Sevilla (2017), y finalmente el Teatro Cómico de Córdoba (2021), con motivo de la Bienal Fotográfica de Córdoba.
Como buen paisajista, José María Mellado ha encontrado en la enorme soledad del paisaje, otro paisaje que tiene la grandeza de la poesía de lo sencillo, de la desnudez del cuerpo en un espacio íntimo y de la desnudez del alma en un espacio abierto que él acota para encontrar el por qué de la búsqueda. Y seguramente, sin respuesta inmediata, su obra sigue siendo un trabajo en progresión que crecienta las ganas de seguir viendo y buscando en los próximos "paisajes" que el artista nos proponga.
Pablo Juliá. Exdirector del Centro Andaluz de Fotografía 
En el año 2017 José María Mellado publica “Cuba: al otro lado del espejo” (2017), donde reúne fotografías realizadas a lo largo de más de 10 años de viajes a este país. En el año 2022 participa en la XIV edición de la Bienal de La Habana con el proyecto fotográfico instalativo "Bajo el mismo cielo", y en el mismo año forma parte de la exposición colectiva “HÄUSER – HOUSES”, organizada por la Gaería Boisserée junto a los artistas Josef Albers, Christo & Jeanne-Claude, Peter Doig, Ralph Fleck, Tom Hammick, Patrick Hughes, Joan Hernández Pijuan, Alex Katz, Imi Knoebel y Julian Opie.
Ha participado de forma regular en las ferias de arte internacionales más relevantes como Art Basel, Art Brussels, Art Cologne, Art Karlsruhe, Photo Miami, Pulse, SCOPE, ArteLisboa o ARCO. Actualmente está representado por las galerías Aurora Vigil Escalera (Madrid, España), Crown Gallery (Knokke, Bélgica), Galería Boisserée (Colonia, Alemania), Global Art Source (Zúrich, Suiza), Galerie Sandrine Mons (Niza, Francia), Elipsis Gallery (Estambul, Turquía), Luz Botero Fine Art (Ciudad de Panamá, Panamá), y Galería Enlace (Lima, Perú).

## Trayectoria académica
Ha investigado en profundidad las posibilidades técnicas de la captura, tratamiento y copiado de fotografías. [33] Su trabajo técnico y docente se divide en diferentes publicaciones entre las que destacan, por la meticulosidad de su contenido, “Fotografía de Alta Calidad” (última versión actualizada -2017-), “Mis mejores técnicas” (2017), “Lightroom Revolution” (2018) y sus dos últimos libros “Fotografía Móvil de Alta Calidad para iPhone” y “Fotografía Móvil de Alta Calidad para Android” (2021). Todas estas publicaciones han servido de guía tanto para fotógrafos profesionales como aficionados.
Ha impartido charlas, cursos, conferencias y presentaciones en diferentes instituciones académicas y culturales asociadas a la fotografía y a la enseñanza artística tanto dentro como fuera de España.

## Publicaciones
- 2005. Fotografía Digital de Alta Calidad. Editorial Artual- ISBN 978-84-88610-83-6
- 2007. El Silencio y la Luz. Textos: José Luis López Bretones, Catherine Coleman, Fernando Castro Flórez, Manuel Santos y Sandra Muñoz Collado.[26] - ISBN 978-84-611-5923-9

- 2008. Islandia. Textos: Miguel Fernández-Cid y Manuel Santos - ISBN 978-84-612-9177-9
- 2008. Paisaje. El eterno retorno. Textos: Marie Geneviève Alquier B., Elena Vozmediano, Óscar Alonso Molina - ISBN 978-84-612-8087-2
- 2010. Fotografía de alta calidad. Técnica y método - ISBN 978-84-88610-93-5
- 2011. Fotografía de alta calidad. CS5 - ISBN 9788488610577
- 2012. From Heaven to Earth - ISBN 978-84-616-0213-1
- 2013. Fotografía de alta calidad. Las técnicas y métodos definitivos. CS6 - ISBN 978-84-415-3268-7
- 2013. Fotografía inteligente con Lightroom 5 - ISBN 978-84-415-3515-2
- 2014. Fotografía Panorámica de alta calidad - ISBN 978-84-415-3648-7
- 2016. Closer - ISBN 978-84-415-3793-4
- 2017. Cuba: al otro lado del espejo - ISBN 978-84-415-3850-4
- 2017. Fotografía de alta calidad. Los fundamentos de la fotografía. Adobe CC 2017 - ISBN 978-84-415-3870-2
- 2017. Mis mejores técnicas y consejos - ISBN 978-84-415-3955-6
- 2018. Lightroom Revolution - ISBN 978-84-415-4078-1
- 2021. Fotografía Móvil de Alta Calidad para iPhone[4] - ISBN 978-84-415-4319-5
- 2021. Fotografía Móvil de Alta Calidad para Android - ISBN 978-84-415-4320-1

## Obras en museos y colecciones
Sus obras figuran en colecciones y museos entre las que destacan las siguientes: colección permanente del Museo Nacional Centro de Arte Reina Sofía, el Borusan COntemporary Museum de Estambul, el Chazen Museum of Art (Wisconsin-USA), la colección de arte contemporáneo de la Comunidad de Madrid, el Centro Andaluz de Arte Contemporáneo, la Sociedad Estatal para Exposiciones Internacionales, el Museo de Cáceres, el Gobierno de Cantabria, la Asamblea de Extremadura, el Artium Museoa (Museo VAsco de Arte Contemporáneo), la Fundación Coca Cola, la Fundación UNED, el TEA (Tenerife Espacio de las Artes), el Museo de Arte Moderno y Contemporáneo de Santander y Cantabria, la ALTANA Art Collection (Bad Homburg), la Colección Alcobendas [68], la Colección “CIRCA XX” Pilar Citoler (Córdoba), la Colección Los Bragales (Cantabria), la Colección Caja San Fernando de Arte Contemporáneo (Cádiz), la Colección de la Fundación El Monte (Huelva), la Colección de Arte Cajasol (Huelva), la Colección de la Fundación Unicaja (Málaga), el Museo de Arte Contemporáneo “El Brocense” (Cáceres), la Colección de Arte Contemporáneo de la Asamblea de Extremadura (Cáceres), la Colección de Arte de la Asociación Española de Pintores y Escultores. AEPE (Madrid), y la Colección de la Real Academia de Bellas Artes de Granada (Granada).

## Premios (selección)
- 1996. XL Concurso Nacional “Abeja de Oro” de Guadalajara. Premio de Honor
- 2001. XIV Concurso “Ciudad de Córdoba” Super Mezquita”. Premio de Honor[36]
- 2002. Real Academia de Bellas Artes de Granada. Premio de Honor Alonso Cano[37]
- 2002. Certamen de Fotografía Mapfre-Finisterre Seguros
- 2002. Certamen Nacional de Fotografía de Tomelloso. Primer Premio
- 2002. International CANON Digital Creators Contest. Mención Honoraria
- 2002. V Certamen de Artes Plásticas “El Brocense”, Diputación de Cáceres. 1.er Premio
- 2003. Premio Unicaja de Fotografía. 2.º Premio[38]
- 2003. IX Concurso Internacional de Fotografía “Ciudad de Cieza”. Premio de Honor
- 2003. XIII Certamen de Artes Plásticas de la UNED[39]
- 2003. Certamen Internacional de Fotografía Contemporánea Valdepeñas. Mención de Honor
- 2003. Premio Purificación García. Finalista
- 2004. Premio ABC de Pintura y Fotografía. Mención honorífica[40]
- 2004. Salón de Otoño de la Asociación Española de Pintores y Escultores. Premio de Honor[41]
- 2004. Premios LUX. LUX Plata en categoría "Arquitectura e interiorismo",[42] LUX Oro en categoría "Industrial",[43] LUX Oro en categoría "Paisaje y Naturaleza" [44]
- 2005. Premios LUX. LUX Oro en categoría "Industrial",[45] LUX Oro en categoría "Arquitectura e interiorismo",[46] LUX Oro en categoría "Paisaje y Naturaleza" [47]
- 2005. Premio ABC de Pintura y Fotografía. Premio Accésit[48]
- 2005. Premio Unicaja de Fotografía[49]
- 2008. Nominado candidato al Premio Iniciarte a la Actividad Artística de Creación Contemporánea en Andalucía.